# Thomas Knorr (Handballspieler)
Thomas Knorr (* 16. Mai 1971 in Lübeck) ist ein ehemaliger deutscher Handballspieler, der über 500 Partien in der Bundesliga bestritt.

## Karriere
Knorr bestritt mit fünf Jahren sein erstes Punktspiel im Jugendbereich des VfL Bad Schwartau. Schwartaus damaliger Trainer Vlado Stenzel ließ den talentierten Nachwuchsspieler schon mit 16 Jahren in der Herrenmannschaft mittrainieren, jedoch durfte er aufgrund des DHB-Reglements noch keine Spiele im Seniorenbereich bestreiten. Erst ein Jahr später konnte ihn der neue Trainer Zvonimir Serdarušić für Spiele im Herrenbereich nominieren. Mit der Mannschaft aus der Marmeladenstadt stieg er 1990 in die Bundesliga auf.
1992 wechselte der Rückraumspieler zum THW Kiel. Mit den Kielern errang er in den kommenden Jahren sieben nationale und einen internationalen Titel. Nachdem er 1998 mit dem THW drei Titel gewonnen hatte, wechselte er zum Ligarivalen SG Flensburg-Handewitt. In den kommenden Jahren gewann er mit den Flensburgern den DHB-Supercup und zwei Europapokale. 2001 zog es ihn wieder zum VfL Bad Schwartau. Ein Jahr später wechselte er mitsamt dem VfL zum neugeschaffenen HSV Hamburg. Mit den Hamburgern gewann er insgesamt vier Vereinstitel.
Im Sommer 2007 unterschrieb Knorr einen Vertrag beim VfL Bad Schwartau. Anfangs war er in Schwartau als Spielertrainer tätig und der VfL stieg 2008 unter seiner Leitung in die 2. Handball-Bundesliga auf. Ab Sommer 2011 war er nur noch als Trainer beim VfL tätig. Im Oktober 2011 wurde Knorr nach einem missratenen Saisonstart entlassen. Später übernahm er eine Jugendmannschaft beim VfL. Im Jahr 2012 gab er sein Comeback als Spieler beim Oberligisten Preetzer TSV.
Im November 2013 wurde Thomas Knorr vom Bundesligisten SC Magdeburg verpflichtet, der damit kurzfristig auf verletzungsbedingte Personalprobleme reagierte. Durch diese vier Einsätze (ein Tor) übertraf er als siebter Spieler die 500-Bundesligaspiele-Marke und kommt insgesamt auf 501 Spiele sowie 1521 Tore.
Seit der Saison 2014/15 trainiert er gemeinsam mit Jens Lüdtke den schleswig-holsteinischen Landesligisten HSG Ostsee N/G. Gelegentlich lief er noch für die HSG Ostsee N/G auf. Zusätzlich trainierte das Trainerduo die B-Jugend vom MTV Lübeck. Nachdem die HSG Ostsee N/G 2016 in die Oberliga aufstieg, beendete er seine Trainertätigkeit beim MTV Lübeck. 2018 stieg die HSG Ostsee unter seiner Leitung in die 3. Liga auf. Im März 2019 wurde er von seinen Aufgaben entbunden.
Sein Debüt in der Nationalmannschaft gab Knorr am 22. März 1990 gegen die Niederlande. In seiner Länderspiellaufbahn 
warf er 199 Tore in 83 Spielen. Er nahm an fünf großen Turnieren teil, wobei der sechste Platz bei der Weltmeisterschaft 1993 die beste Platzierung war. Bei der Europameisterschaft 1996 wurde er mit 41 Toren Torschützenkönig. Außerdem nahm er an den Olympischen Spielen 1996 in Atlanta teil.

## Privat
1997 heiratete „Knorre“ im dänischen Kolding seine Ehefrau Franziska, die er in seiner Kieler Zeit kennenlernte. Gemeinsam haben sie einen Sohn und eine Tochter, Juri Knorr ist ebenfalls Handballnationalspieler.

## Erfolge
- DHB-Pokalsieger 1998, 2006
- Deutscher Meister 1994, 1995, 1996, 1998
- DHB-Supercupsieger 1996, 2000, 2004, 2006
- EHF-Pokalsieger 1998
- Euro-City-Cupsieger 1999
- Europapokal der Pokalsieger 2001, 2007
- Torschützenkönig der Europameisterschaft 1996 mit 41 Toren.